# 토르텔로니
토르텔로니(이탈리아어: tortelloni, 단수: tortellone 토르텔로네[*])는 이탈리아의 파스타이다. 소를 넣은 파스타의 한 종류이며 토르텔리니와 흡사하지만 면 자체가 더 크고 굵다. 속을 리코타 치즈나 시금치 따위의 잎 채소와 함께 버무려 채운다. 포르치니 버섯이나 호두와 같이 향이 강하거나 독특한 재료를 첨가하려 다양하게 조리하기도 한다. 또 다른 경우로는 호박의 줄기나 아마레토 과자 조각을 넣는 것으로 모데나 지방과 레기오 에밀리아 지방에서 흔하다.
토르텔리니를 크게 만든 것으로 만두처럼 빚어 반죽 양끝을 비틀어 모양내 붙인 파스타. 재료에 따라 색이 여러 가지이며 고기나 치즈, 채소를 다진 소를 넣고 삶은 다음 소스와 버무려 먹는다.
리코타와 허브도 라구 수프로 조리되며 세이지 잎이나 녹인 버터를 첨가하여 요리로 만들어 먹는다.

## 사진

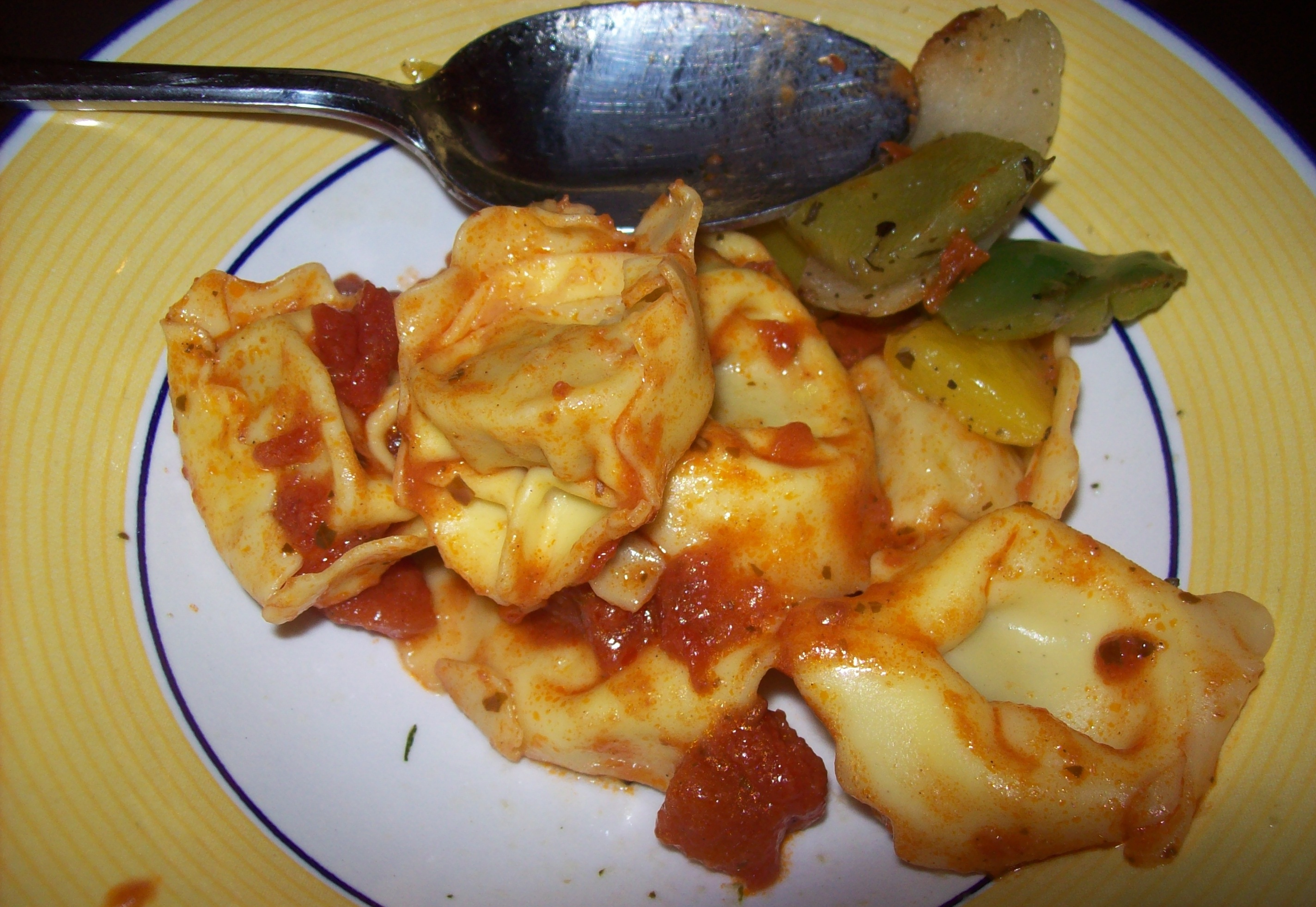
토르텔로니

## 같이 보기
- 토르텔리니

1. 1 2  김희태, <<파스타>>, 랜덤하우스, 2010, 13
2. 1 2  이민희, <<민희, 파스타에 빠져 이탈리아를 누비다>>, 푸른숲, 2009, 58~60